# Lobbæk
Lobbæk ist eine kleine Ortschaft mit 314 Einwohnern (Stand 1. Januar 2023) auf der dänischen Ostseeinsel Bornholm. Die Ortschaft liegt im Kirchspiel Vestermarie (Vestermarie Sogn), das bis 1970 zur Harde Vester Herred im damaligen Bornholms Amt gehörte. Mit der Auflösung der Hardenstruktur wurde das Kirchspiel in die Kommune Aakirkeby aufgenommen, die Kommune wiederum ging nach einer Volksentscheidung zum 1. Januar 2003 mit anderen Kommunen in der Regionskommune Bornholm auf. Zwischen 2003 und 2007 war diese kreisfrei, seit dem 1. Januar 2007 gehört sie zur Region Hovedstaden.
Lobbæk liegt etwa zwei Kilometer östlich von Nylars und etwa sechs Kilometer westlich von Aakirkeby.